# Alles wird sich ändern
Alles wird sich ändern ist ein Lied der deutschen Indie-Pop-Band Echt aus dem Jahr 1998.

## Entstehung und Veröffentlichung
Das Lied wurde von Stefan Oliver Knoess geschrieben beziehungsweise komponiert. Für die Produktion zeichnete Franz Plasa zuständig.
Die Erstveröffentlichung von Alles wird sich ändern erfolgte am 24. April 1998 als Single bei Laughing Horse. Am 9. Oktober 1998 erschien das Lied als Teil von Echts selbstbetitelten Debütalbum, dessen erste Singleauskopplung es ist.

## Inhalt
Im Text geht es um ein Kind, das von seiner Mutter gelehrt bekommt: „Müßiggang ist aller Laster Anfang“. Das Leben sei ein weißes Blatt Papier, man solle etwas schreiben, was einem wichtig ist. Im Refrain wird stets gesungen: „Alles wird sich ändern, wenn wir groß sind.“

## Musikvideo
Das Musikvideos zu Alles wird sich ändern wurde seinerzeit häufig auf dem Musiksender VIVA Deutschland ausgestrahlt. Medien wie die Bravo versuchten, Echt mit dem Image einer für die 1990er-Jahre typischen Boygroup zu versehen, zumal ihr Publikum überwiegend aus jungen Mädchen bestand. Die Band lehnte die Bezeichnung als Boygroup selbst ab, sie verwiesen im Gegensatz zu gecasteten „Retortenbands“ auf ihren Ursprung als Schülerband.
Das Musikvideo wurde im Oktober 2013 ohne GEMA-Sperre auf der Videoplattform YouTube hochgeladen und zählte dort bis März 2024 über 370 Tausend Aufrufe.

## Charts und Chartplatzierungen
| ChartsChartplatzierungen | Höchstplatzierung | Wochen |
| ------------------------ | ----------------- | ------ |
| Deutschland (GfK)        | 55 (9 Wo.)        | 9      |
| Österreich (Ö3)          | 36 (2 Wo.)        | 2      |